# Musca suffusa
Musca suffusa är en tvåvingeart som först beskrevs av Walker 1853.  Musca suffusa ingår i släktet Musca och familjen spyflugor. Inga underarter finns listade i Catalogue of Life.